# دوري آزادغان 2013–14
دوري آزادغان 2013–14 هو موسم من دوري آزادغان. فاز فيه نادي بديده.